# Pieve di San Verano
La pieve di San Verano si trova a Peccioli, in provincia di Pisa, diocesi di Volterra. È un importante esempio di stile romanico pisano del XII-XIII secolo.

## Storia

### Preesistenze
Esiste un documento dell’anno 793 redatto nella chiesa di San Quirico in “Picciole”, ma è ormai considerato dubbio che il toponimo si riferisca a Peccioli.
La pieve di San Verano è citata nella prima bolla di Alessandro III al Vescovo di Volterra Ugo Saladini (29/12/1171) nella forma “Plebem de Petiola cum parrocchialibus ecclesiis” e in un'altra bolla del 23/4/1179 di Papa Alessandro III allo stesso Vescovo è citata una “Plebem de Peccioli”. Il 4/05/1184 “in refectorio ecclesie S. Verani” fu stipulato un documento di enfiteusi tra il Vescovo Ugo e l’abate di San Salvatore a Sesto. Dal 1227 è ricordato il maestro Corso, Preposito di Peccioli, giudice papale in una causa delegata.  Una “Plebes Sancti Verani de Peccioli” è registrata nella decima degli anni 1276-1277 e nel suo piviere include la “Ecclesia Sancti Michaelis de Monterocto”.

### Edificazione
La costruzione della chiesa di San Verano è datata tra XII e XIII secolo, così come il campanile in pietra arenaria con quattro campane affacciato sulla piazza. In origine succursale di una pieve più antica dedicata a San Bartolomeo al Pino, denominata “Piappina”, San Verano di Peccioli è attestata come pieve dalla fine del XII secolo. Originariamente si trovava all’esterno del primo nucleo fortificato che racchiudeva la “Castellaccia”, dal XIV secolo, però, lo sviluppo del castello di Peccioli fu tale da rendere necessario l’ampliamento delle sue mura che andarono quindi a inglobare anche la pieve.
La chiesa è situata a ponente del centro del paese, orientata verso est, e si affaccia da una parte sulla campagna che domina la Valle dell’Era e dall’altra sulla piazza principale del paese, dove sono poi sorti anche gli edifici dai quali si guidava la vita amministrativa, politica e giudiziaria.
Risulta plausibile che sul lato settentrionale, in corrispondenza dell’attuale canonica, e successivamente su quello meridionale, nell’attuale Piazza Fra' Domenico, fosse presente un cimitero.
Nel 1580 sul lato nord furono costruite due cappelle: quella del Santissimo Sacramento, che si apre con una grande arcata a tutto sesto sulla navata laterale, e quella dell’Assunta, con ingresso architravato chiuso da una porta con battenti in legno intagliato.

### L’incendio del 1688[3]
In una memoria di un fratello della Compagnia del Santissimo Sacramento si legge che il 25 marzo 1688, terminata la processione in occasione della festa dell'Annunciazione, i sagrestani riposero le torce non completamente spente sotto l’altare della SS. Annunciazione, causando un incendiò che riguardò l'altare, il soffitto della navata centrale, distruggendo anche l’organo e l’armadio con i paramenti dell’altare della Vergine delle Grazie. Mancando i finanziamenti promessi dal Granduca Cosimo III che non arrivarono mai, fu la cittadinanza che si impegnò attivamente per la ricostruzione, e la Chiesa ricostruita fu consacrata nel 1692 dal Vescovo di Volterra Ottavio Del Rosso.

### La ristrutturazione ottocentesca
Sia l’interno che l’esterno sono stati oggetto di restauri nel corso dei secoli. Dalla fine del XVIII secolo la Chiesa si trovava in uno stato di degrado, tanto che nel 1811 il portico addossato alla facciata est venne demolito. Tra il 1831 e il 1834 furono realizzati dei lavori che non si limitarono alla chiusura delle monofore e delle bifore, ma che trasformarono in facciata il fronte posteriore colmando, mediante mattoni, il dislivello esistente tra la navata centrale e quelle laterali e uniformando il paramento murario. Furono aperte due finestre rettangolari e una piccola porta vicino al campanile e al centro della nuova facciata fu dipinta ad affresco un’immagine di San Verano. Le otto colonne in cotto furono chiuse entro pilastri in stucco a pianta quadrata. Il pavimento, che era originariamente in cotto, venne coperto con mattonelle in bianco e nero; il soffitto ribassato, con volte a vela che furono decorate ad affresco; inoltre, nella parte finale della navata centrale, in corrispondenza del coro, venne creata un’abside con una calotta anch'essa affrescata. L’ingresso della Cappella del SS. Sacramento venne trasformato in un grande arco, la porta della navata sud spostata verso ovest, l’interno intonacato; infine, la chiesa fu dotata di nuovi arredi, fra i quali il confessionale e il fonte battesimale appoggiati alla controfacciata; i dieci altari presenti furono ridotti a tre. I lavori ottocenteschi, nati dalla necessità di restaurare la chiesa, in realtà la trasformarono profondamente secondo il gusto classicheggiante ottocentesco.

### Le vicende più recenti
Dagli anni 1930 ebbero inizio nuovi lavori di restauro per ripristinare nei limiti del possibile l’aspetto originario della chiesa, durante i quali vennero demoliti i due portici rimanenti, quello a sud e quello ad ovest. I lavori si interruppero durante la seconda guerra mondiale per poi riprendere dal 1947 e proseguire nei decenni successivi con la rimozione dell’intonaco esterno, che copriva gli elementi architettonici, la liberazione delle colonne dagli stucchi e la sostituzione dei capitelli. Nel 1960 l’organo, ormai pericolante, venne rimosso. 
Nel 2009 nella Cappella della Compagnia dell'Assunta è stato realizzato il Museo d’Arte Sacra di Peccioli, che raccoglie e conserva sia opere della pieve, sia quelle commissionate dalla Compagnia della SS. Assunta, con l'eccezione di una tela proveniente dalla Chiesa della Madonna del Carmine.

## Descrizione

### Esterno
La facciata ovest, costruita in conci di pietra arenaria locale, presenta nella parte inferiore cinque arcate cieche che posano su lesene sormontate da capitelli. L’arcata centrale, più grande, ospita l’unico portale architravato. Le due coppie di arcate cieche ai lati sono decorate all’interno con losanghe romboidali gradonate. Una cornice marcapiano che corre lungo tutto il prospetto segna il passaggio all’ordine superiore, tripartito tra le paraste angolari e le due lesene; negli spazi risultanti, ai lati vi sono losanghe, al centro una bifora. Una cornice più piccola delimita un timpano, anch’esso tripartito con due lesene che costituiscono la prosecuzione di quelle sottostanti. Nell’arcata cieca, a sinistra del portale, un concio presenta, oltre ad alcuni motivi decorativi ad albero stilizzato e a spina di pesce, un’iscrizione: Albertino fecit anc operam, che riveste una particolare importanza dal momento che potrebbe restituirci il nome di chi ha realizzato l’opera o di chi l’ha commissionata.
La fiancata sud, che si affaccia su Piazza Fra’ Domenico, è in laterizio nella parte alta in corrispondenza della navata centrale, ricostruita dopo l’incendio del 1688, e presenta archetti pensili a doppio scalino, lesene e rombi decorati con motivi geometrici; e in conci regolari di pietra nella parte inferiore, dove è presente un portale intermedio architravato in pietra serena, che attualmente costituisce l’ingresso laterale. Sono presenti due monofore e aperture tamponate in laterizi, e ben evidente è il segno dell’antico loggiato addossato alla facciata.
Nell’angolo sud-est è presente una protome umana in marmo bianco, un elemento che si trova comunemente in molte chiese romaniche dell’area pisana-volterrana. Plausibile è l’ipotesi che sia stata ricavata da una pietra in origine cippo a clava di epoca etrusca, mentre è certamente priva di fondamento la leggenda secondo cui si tratti di un ritratto della contessa Matilde di Canossa.
La facciata est, che corrisponde al nucleo più antico della pieve, è a doppio spiovente; sono presenti archetti pensili a doppio scalino, una croce lucifera e due losanghe gradonate. La parte inferiore presenta tracce di una grande porta, tamponata, sovrastata da un arco di scarico.
La fiancata nord presenta sei finestre nella parte superiore e ha annesse due cappelle, quella della SS. Assunta, attuale sede del Museo d’Arte Sacra, già presente all’inizio del XVI secolo e quella del SS. Sacramento costruita nel 1598.

### Campanile
Il campanile della Chiesa di San Verano venne ricostruito nel 1885 dall’architetto pontederese Luigi Bellincioni, che realizzò la sopraelevazione di una precedente torre di impianto romanico, utilizzando una pietra scura proveniente dalle cave di Montecatini Val di Cecina. Il progetto prevedeva la realizzazione di una parte centrale, nella quale si aprono quattro monofore, di una parte superiore dove sono presenti quattro campane fuse dal lucchese Raffaello Magni nel 1886 e una scala elicoidale attraverso cui si accede ad un terrazzo ottagonale posto alla base di una guglia piramidale, che termina con una sfera in rame sormontata da una banderuola dei venti.

### Interno
L’interno è diviso in tre navate da otto colonne in cotto su basamenti in pietra e capitelli ungulati su quelle a sud e con foglie su quelle a nord e due colonne addossate alla controfacciata. La volta della navata centrale, a quattro campate, è affrescata con evangelisti e angeli, mentre la copertura delle navate laterali è lignea; la volta dell’abside è affrescata con l’Ascensione di Cristo. Il presbiterio è delimitato da quattro semicolonne addossate a pilastri decorati a finto marmo. L’altare maggiore è in marmo, mentre gli altri laterali sono decorati anch’essi in finto marmo e dedicati al SS. Crocifisso e alla Vergine delle Grazie.
All'inizio della parete sinistra è un pregevole dipinto ottocentesco raffigurante San Verano di Cavaillon di Andrea Sorbi, datato 1854.

## Museo di arte sacra
Il Museo, creato nel 2009 nella Cappella della Compagnia dell'Assunta ospita vari dipinti e oggetti di arte sacra.
Vi sono infatti custoditi:
- Madonna con bambino e due angeli, attribuita a Enrico di Tedice, prima metà del XIII secolo, tempera e oro su tavola
- San Nicola e storie della sua vita, attribuita a Michele di Baldovino, III quarto del XIII secolo, tempera e oro su tavola[5]
- Crocifisso in legno dipinto, scultore senese, quarto decennio del XIV secolo, legno scolpito, policromato e dorato
- Madonna con bambino e Santi Verano, Giacomo Maggiore, Monica e Caterina di Neri di Bicci, 1463, tempera e oro su tavola
- Bandella processionale, maestranze toscane, 1598, tempera e oro su tavola
- Vergine in Gloria con angeli e Santi Rocco, Verano, Francesco e Carlo Borromeo di pittore toscano (1576-1619), olio su tela
- Crocifissione con vergine e i Santi Antonio abate, Francesco, Maria Maddalena o San Giovanni Evangelista e Sebastiano di pittore toscano (1619-1677), olio su tela
- Assunzione della Vergine e Santi Bartolomeo, Verano, Giovanni Evangelista o Tommaso e Caterina d’Alessandria di Giovanni Bilivert, firmata e datata 1628, olio su tela
- Soffitto ligneo
- Presentazione al Tempio, Assunzione della Vergine e Fuga in Egitto, pittore toscano, seconda metà del XVII secolo, olio su tela
- San Nicola di Tolentino di pittore toscano (XVII secolo), olio su tela
- Sant’Agata, pittore toscano, seconda metà del XVII secolo, olio su tela
- Santa Apollonia, pittore toscano, seconda metà del XVII secolo, olio su tela
- San Giovanni Battista, Sant’Agostino, Sant’Andrea e Mosè in adorazione di Simone Pignoni, del 1673 (tela proveniente dalla chiesa della Madonna del Carmine), olio su tela
- San Pietro di pittore anonimo del XVIII secolo, già attribuita a Giovanni Battista Piazzetta, opera donata dalla sig, Rosanna Merlini, olio su tela
- 28 argenti e 103 elementi/arredi lignei